# 馬兆宗
馬兆宗，出生於福建省廈門市，本籍安徽省懷寧縣，為清乾隆年間台灣總兵、福建水師提督馬大用之後，依澤馬氏第36世（肇字輩）。於1946年隨父馬吉祥舉家自福建移民台灣，曾任中華民國台北市士林區、大安區區長，於公職退休後獲聘自立報系執行副社長，退休後移民美利堅合眾國。